# Kyoto Broadcasting System
Kyoto Broadcasting System Company, Ltd (株式会社京都放送, Kabushiki-gaisha Kyōto Hōsō, KBS) é uma estação de transmissão comercial com sede em Kyoto, Japão. Ela está fazendo negócios na Prefeitura de Kyoto como "KBS Kyoto" (KBS 京都?) e na Prefeitura de Shiga como "KBS Shiga" (KBS 滋 賀?) 

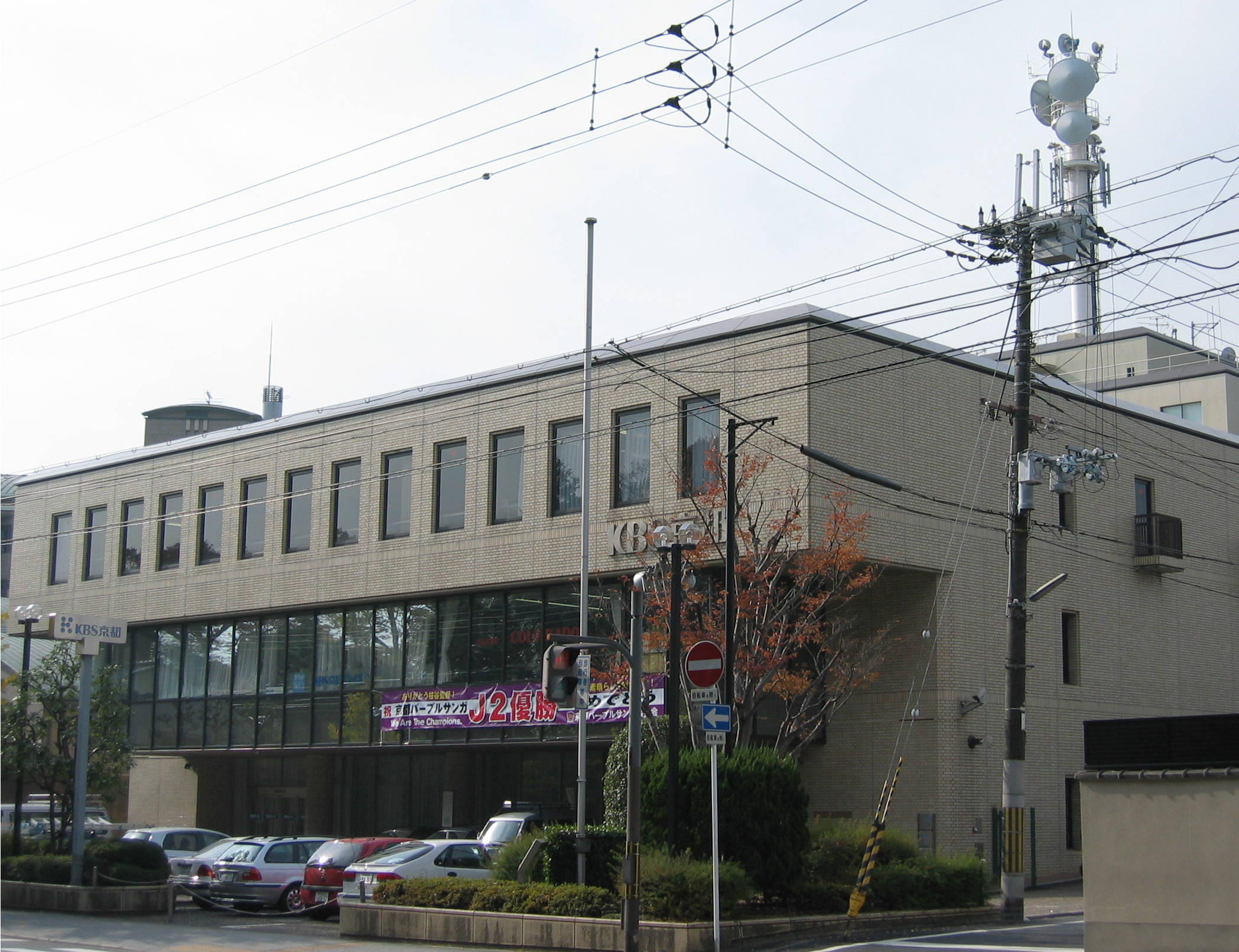
Sede (Kamigyo-ku, Kyoto)

Sua estação de rádio atende às prefeituras de Kyoto e Shiga, e é membro da National Radio Network (NRN). Sua estação de televisão atende a Prefeitura de Kyoto e é membro da Associação Japonesa de Estações de Televisão Independentes (JAITS). Desde 1º de abril de 2005, a KBS está transmitindo televisão digital no formato ISDB. 

## Transmissão

### Rádio AM
Rádio KBS Kyoto (京都 放送 ラ ジ オ) 
- Kyoto - 1143   kHz, 50   kW, JOBR
- Maizuru - 1215   kHz, 2   kW, JOBO
- Fukuchiyama - 1485   kHz, 100 W, JOBE
- KBS Shiga ( Hikone ) - 1215   kHz, 1   kW, JOBW, alguma programação provincial.

### Radio FM
94,9   MHz 3   kW 

### TV (analógica)
JOBR-TV - KBS Kyoto Television (京都 放送 テ レ ビ ジ ョ ン) 
- Kyoto - Canal 34, 10   kW
- Uji-Momoyama - Canal 57
- Maizuru - Canal 57, 100 W
- Fukuchiyama - Canal 56, 200 W
- Miyazu - Canal 39, 100 W
- Yamashina - Canal 62, 10 W
- Wazuka - Canal 40, 10 W
- Yawata - Canal 43, 3 W
- Kameoka - Canal 41, 300 W

e mais 

### TV (digital)
JOBR-DTV - KBS Kyoto Digital Television (京都 放送 デ ジ タ ル テ レ ビ ジ ョ ン) 
- ID 5 do controle remoto
- Kyoto - Canal 23

## História
Fonte principal: 
- 24 de dezembro de 1951: 京都放送 (Kyōto Hōsō, KHK)  abre como Radio Kyoto (ラジオ京都, Rajio Kyōto).
- 1964: Muda o nome da empresa para Kinki Broadcasting System (近畿放送, Kinki Hōsō, KBS).
- 1968: Começa a transmissão de teste de televisão do Monte Hiei.
- 1969: Inicia o serviço de transmissão de televisão. Rede com o canal Tokyo 12 (agora TV Tokyo ) e Nippon Educational Television (agora TV Asahi). Atualmente KBS não é membro da rede de nenhum outro.
- 1981: Começou a fazer negócios como "KBS Kyoto".
- Ela esteve envolvida no caso de fraude de Itoman por um certo período na década de 1990, o que levou a empresa à falência.
- 1994: Alguns funcionários foram a tribunal pela Corporation Reorganization Law (会社更生法, Kaisha Kōsei Hō)  para salvar a KBS.
- 1995: Mudou o nome da empresa para Kyoto Broadcasting System Co., Ltd. (株式会社京都放送, Kabushiki-gaisha Kyōto Hōsō, KBS) ( 株式会社京都 放送, Kabushiki-gaisha Kyōto Hōsō, KBS), revivendo o nome original em japonês.
- 1999: O procedimento de reorganização da empresa começa.
- 1 de abril de 2005: Inicia a transmissão de televisão digital.
- 2007: O procedimento de reorganização da empresa é concluído.
- 2008: A conhecida marca de brinquedos Tomy lança uma edição do carrinho de brinquedo Choro-Q do Kyoto Broadcasting System.

## Programa

### televisão
- Horse Racing Live (競馬中継, Keiba chu-kei)
- Kyoto Shimbun News (京都新聞ニュース)
- Kyo Plus (京プラス)
- Kyo Biz (京Biz, Kyo-Bizu)
- GO GO Poppin (GO GO ポッピン, Go-Go- Hoppin)
- Taniguchi na yoru (谷口な夜)
- Running Man (走る男)
- KBS Kyoto Excite Night Game (KBS京都エキサイトナイター, Ke-bi-esu Kyo-to Ekisaitingu Naita-)
- Exciting! J (エキサイティング!J, Ekisaiting Jei), etc...

### Rádio
- Kōei Shōfukutei's Hot Radio (笑福亭晃瓶のほっかほかラジオ, Shōfukutei Kōei no Hokka Hoka Radio) , etc ...
- All Night Nippon (produzido pela Nippon Broadcasting System, Inc. (LF)) 
  - All Night Nippon (seg. - Sentou. das 25:00 às 27:00)
  - All Night Nippon Ever Green (seg. - Qui. das 27:00 às 29:00)
  - All Night Nippon R (sex. E sáb. Das 27:00 às 29:00)
  - Fukuyama Masaharu All Night Nippon Sábado Especial Tamashii no Radio (Sábado das 23:30 às 25:00)

Observação: todos os horários estão no horário padrão do Japão (UTC + 9) neste artigo. O tempo de transmissão pode exceder 23:59, isso se refere às horas da manhã do dia seguinte (ou seja, Seg 27:00 - 29:00 é igual a Ter 03:00 - 05:00. ) 